# Gand-Wevelgem 1978
La 40e édition de Gand-Wevelgem a eu lieu le 12 avril 1978. La course est remportée par le Belge Ferdi Van den Haute (équipe Marc Zeepcentrale-Superia) qui parcourt les 246 kilomètres en 6 h 24 min 0 s.

## Classement final
| Place | Coureur             | Équipe                    | Temps           |
| ----- | ------------------- | ------------------------- | --------------- |
| 1     | Ferdi Van den Haute | Marc Zeepcentrale-Superia | 6 h 24 min 00 s |
| 2     | Walter Planckaert   | C&A                       | à 1 min 05 s    |
| 3     | Francesco Moser     | Sanson                    | m.t.            |
| 4     | Jan Raas            | TI-Raleigh                | m.t.            |
| 5     | Ludo Peeters        | Ijsboerke-Gios            | à 1 min 15 s    |
| 6     | Roger de Vlaeminck  | Sanson                    | m.t.            |
| 7     | Rik van Linden      | Bianchi-Faema             | à 2 min 10 s    |
| 8     | Ronald de Witte     | Sanson                    | m.t.            |
| 9     | Freddy Maertens     | Flandria-Velda            | m.t.            |
| 10    | Michel Pollentier   | Flandria-Velda            | m.t.            |